# Hesíone
Segons la mitologia grega, Hesíone (en grec Ἡσιόνη Hesión) fou una princesa troiana a qui l'heroi Hèracles va salvar la vida i posteriorment va segrestar i endur cap a Salamina.

## Antecedents familiars
Hesíone era una de les filles que el rei de Troia Laomedont va tenir amb la seva primera esposa Estrimo (també anomenada Rhoeo, Plàcia, Thoosa o Zeuxippa). El seu germà petit Príam seria successor del seu pare com a rei de Troia.

## L'avarícia de Laomedont
El pare d'Hesíone, el rei Laomedont, va prometre una gran recompensa als déus olímpics Posidó i Apol·lo com a pagament pels serveis prestats en la construcció i monumentalització de la inexpugnable ciutat de Troia.
En acabar la feina, el monarca es negà a pagar-los i els déus es venjaren; Apol·lo envià una epidèmia de pesta i Posidó un gran monstre marí que assolava la costa de la Tròade.

## El destí d'Hesíone
Laomedont, desesperat per les malvestats que assolaven els seus dominis, va anar a consultar un oracle qui li va dictaminar que havia d'oferir en sacrifici la seva pròpia filla Hesíone al monstre de Posidó.
Així fou com la bella princesa abandonà Troia per anar-se a entregar a la fera, quan ja arribava a la costa va passar per allà els herois Hèracles, Telamó i Oïcles. Veient l'escena van visitar Laomedont i van pactar uns cavalls divins del rei a canvi de salvar la seva filla.
Un cop van aconseguir desfer-se de la fera i salvar així Hesíone, el monarca va negar de nou la recompensa promesa. Enfadat, Hèracles va assaltar Troia; va assassinar el rei Laomedont i tots els seus fills (excepte el més petit, Príam) i va entregar Hesíone a l'argonauta Telamó.

## Hesíone a Salamina
La bella troiana fou dura a l'illa de Salamina on es casà amb Telamó i tingueren un fill:
- Teucre, heroi de la guerra de Troia

Temps després, Príam va enviar Antènor i Anquises per demanar el retorn de la seva germana, però ni Telamó ni la mateixa Hesíone ho acceptaren.
Passats els anys, Hesíone va veure impotent com el seu fill va marxar en busca de glòria a lluitar contra el seu germà Príam i els seus nebots Hèctor i Paris a la guerra de Troia.